# Wierzba siwa

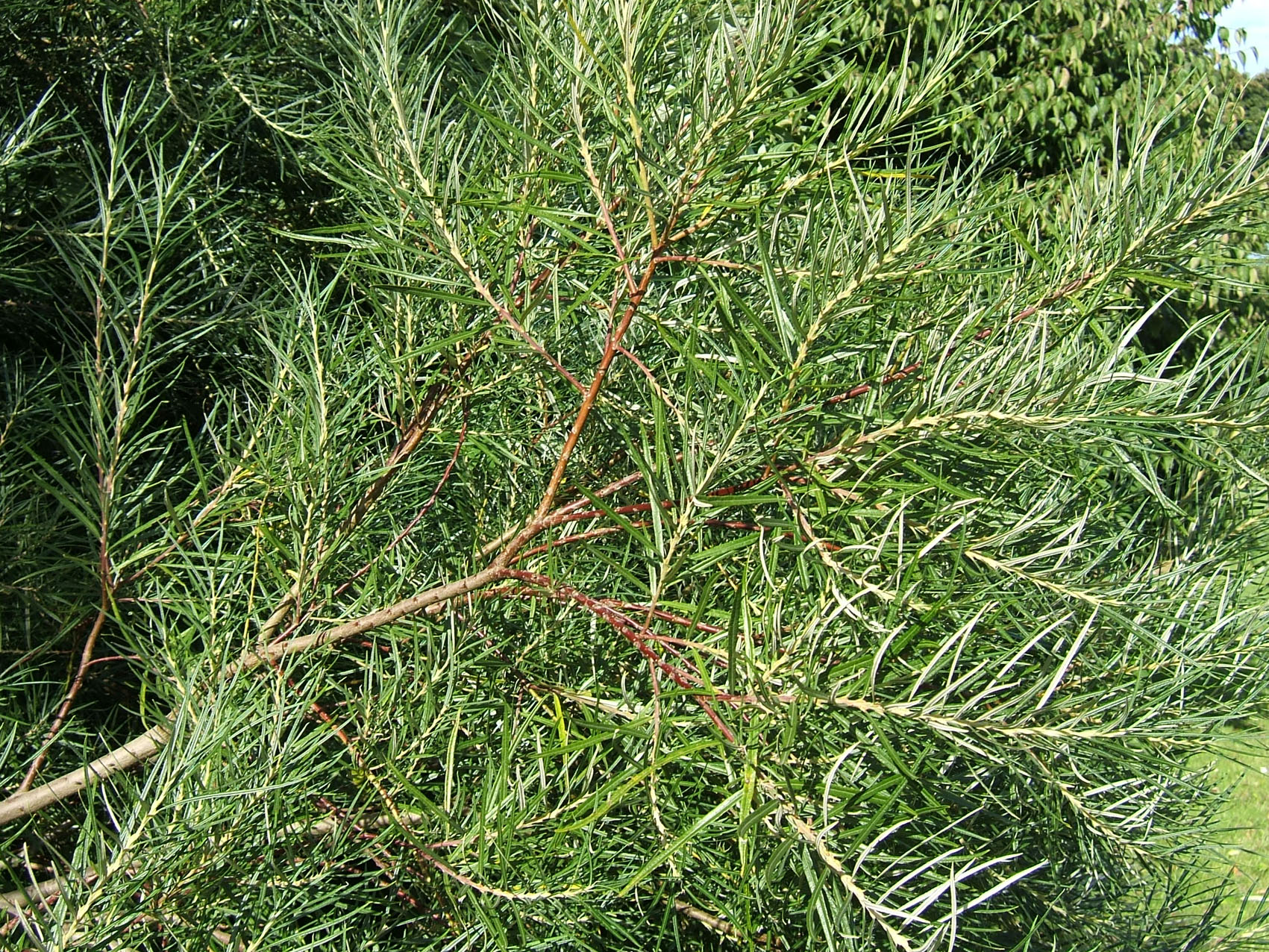
Wierzba siwa

Wierzba siwa (Salix eleagnos) – gatunek rośliny wieloletniej należący do rodziny wierzbowatych. Występuje naturalnie w środkowej Europie i w Azji Mniejszej. W Polsce tylko w Karpatach. Czasami można spotkać formy zdziczałe, pochodzące z uprawy (ergazjofigofity) także poza Karpatami. 

## Morfologia
PokrójPrzeważnie krzew, rzadziej drzewo, o wysokości do 6 m i o wzniesionych i odstających gałęziach.
PędRoczne gałązki czerwonawe, starsze delikatnie, szaro omszone. Pączki przylegające, bardzo blisko siebie (co ok. 1 cm), okryte jedną łuską.
LiścieRównowąskolancetowate, o długości 8-12 cm i szerokości około 1 cm. Końce liści zaostrzone, brzegi podwinięte i na szczycie delikatnie piłkowane, bez przylistków. Z wierzchu są ciemnozielone, a od spodu posiadają wełnisty kutner i są srebrzyste. Nerw środkowy żółtawy.
KwiatyRoślina dwupienna, kwiaty zebrane w kwiatostany zwane kotkami. Kotki żeńskie o długości do 6 cm i szerokości 0,8 cm, na wyraźnych szypułkach, zgięte. Mają jednobarwne przysadki (żółte). W kwiatach żeńskich słupki nagie, na krótkim trzonku z wyraźną szyjką i podzielonymi znamionami. Kotki męskie o długości do 3 cm i szerokości 0,6 cm, wyrastają na szypułce o długości 0,5 cm. Mają przysadki dwubarwne, na szczycie czerwono lub brązowo nabiegłe, nagie, lub na brzegu orzęsione. Kwiaty męskie z jednym miodnikiem i dwoma owłosionymi dołem pręcikami o żółtych pylnikach. Nitki pręcików zrośnięte co najwyżej do połowy długości.
OwocTorebka z licznymi i drobnymi nasionami.

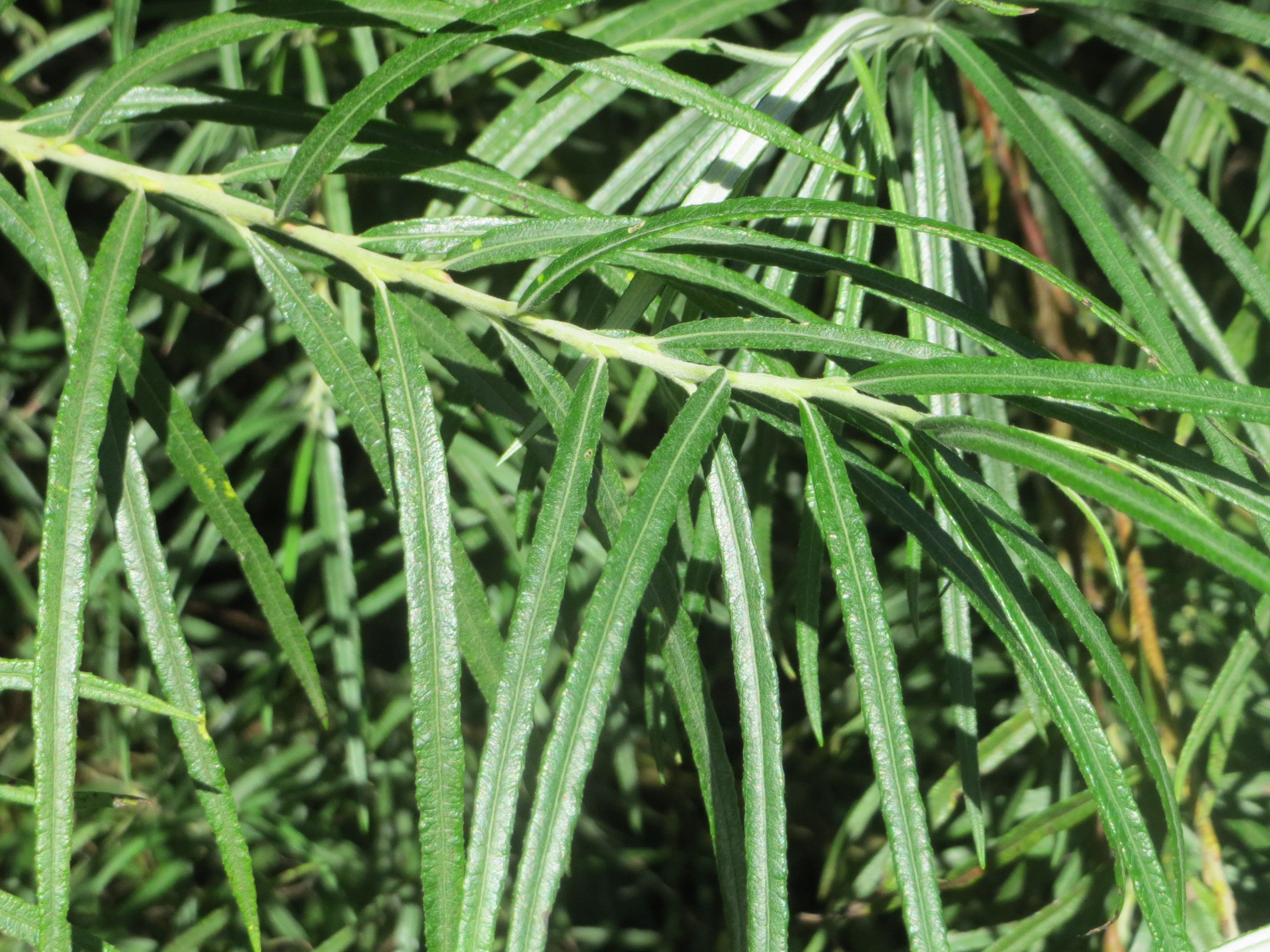
Liście
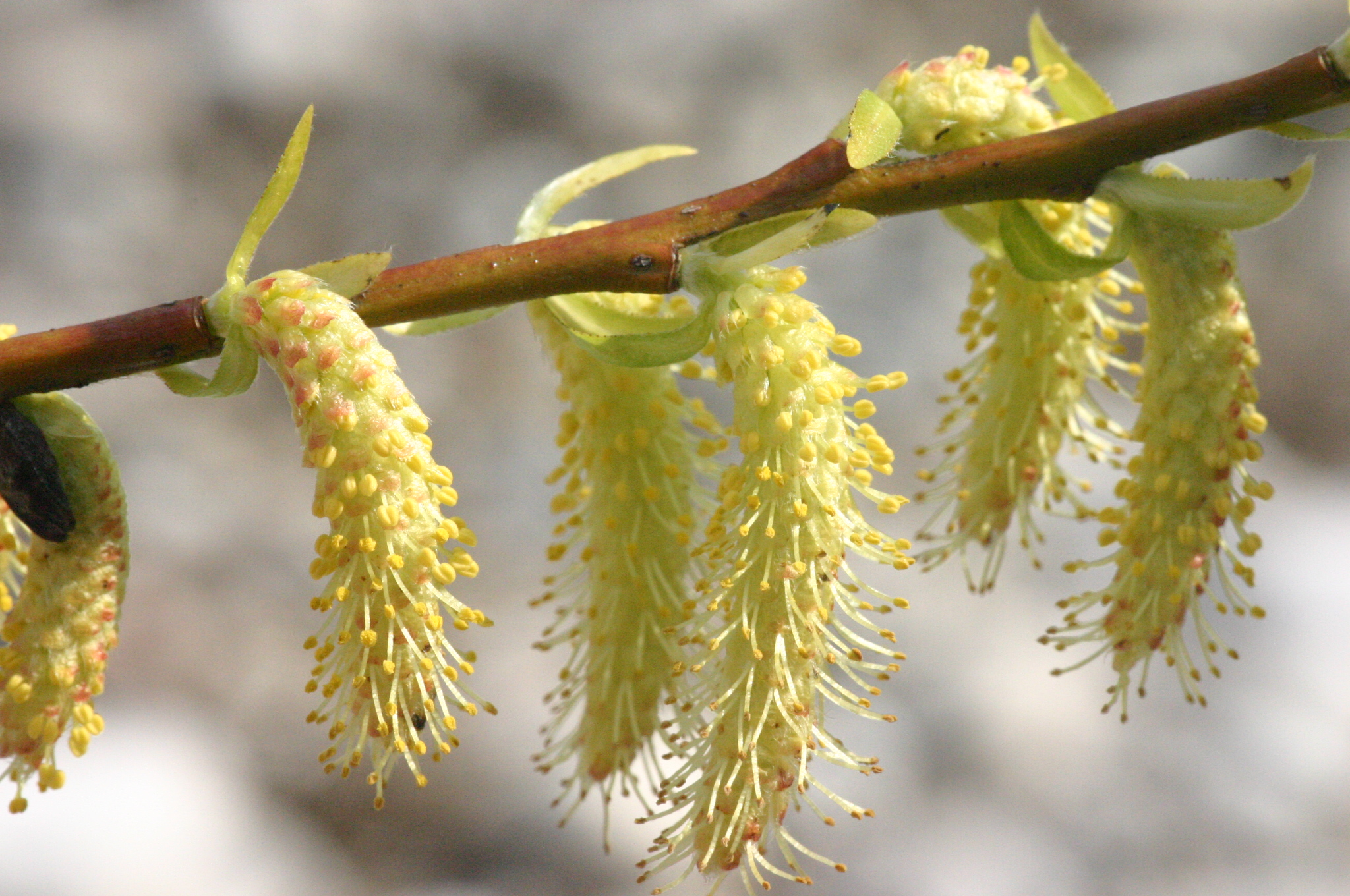
Kwiaty męskie
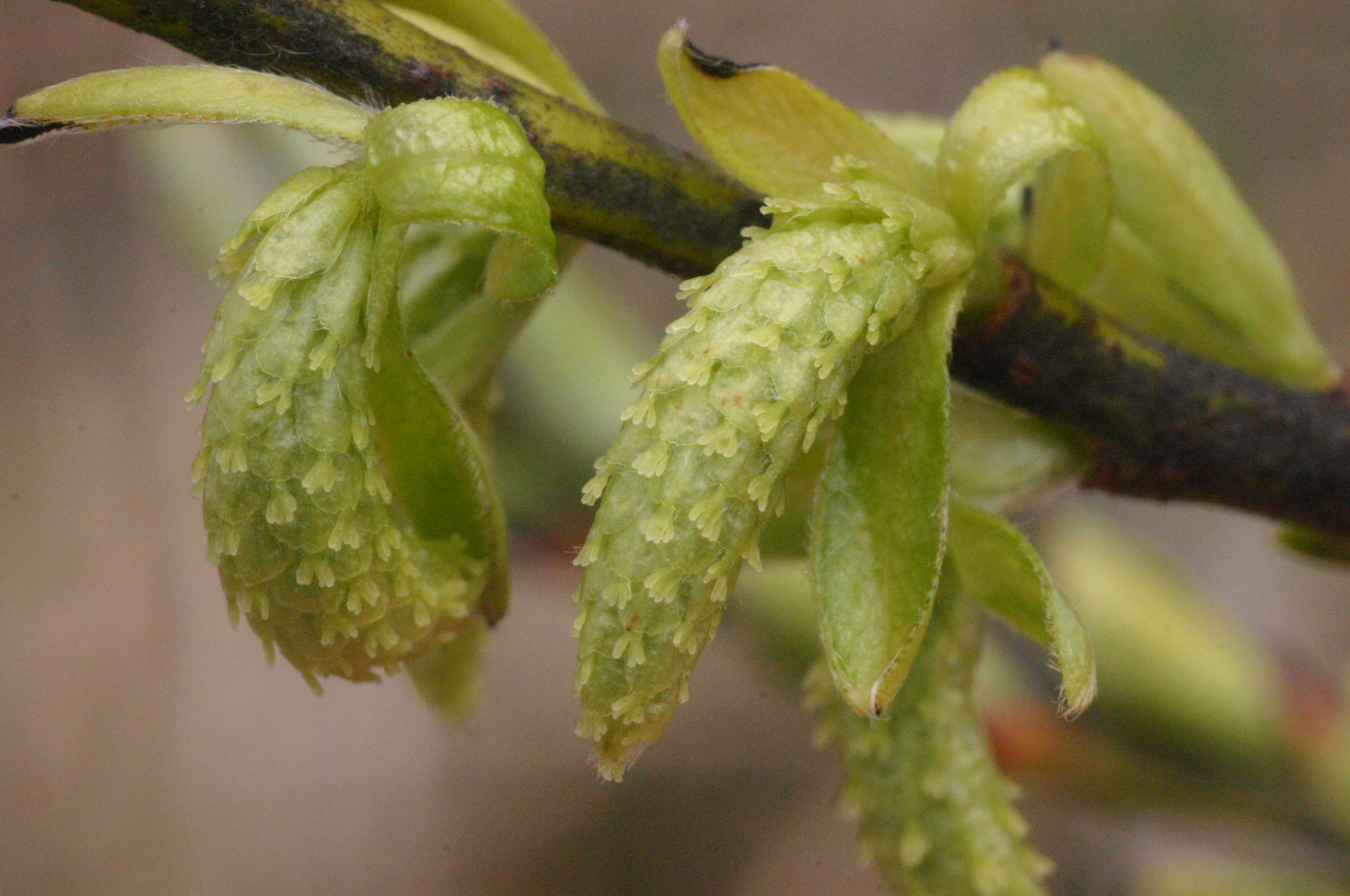
Kwiaty żeńskie
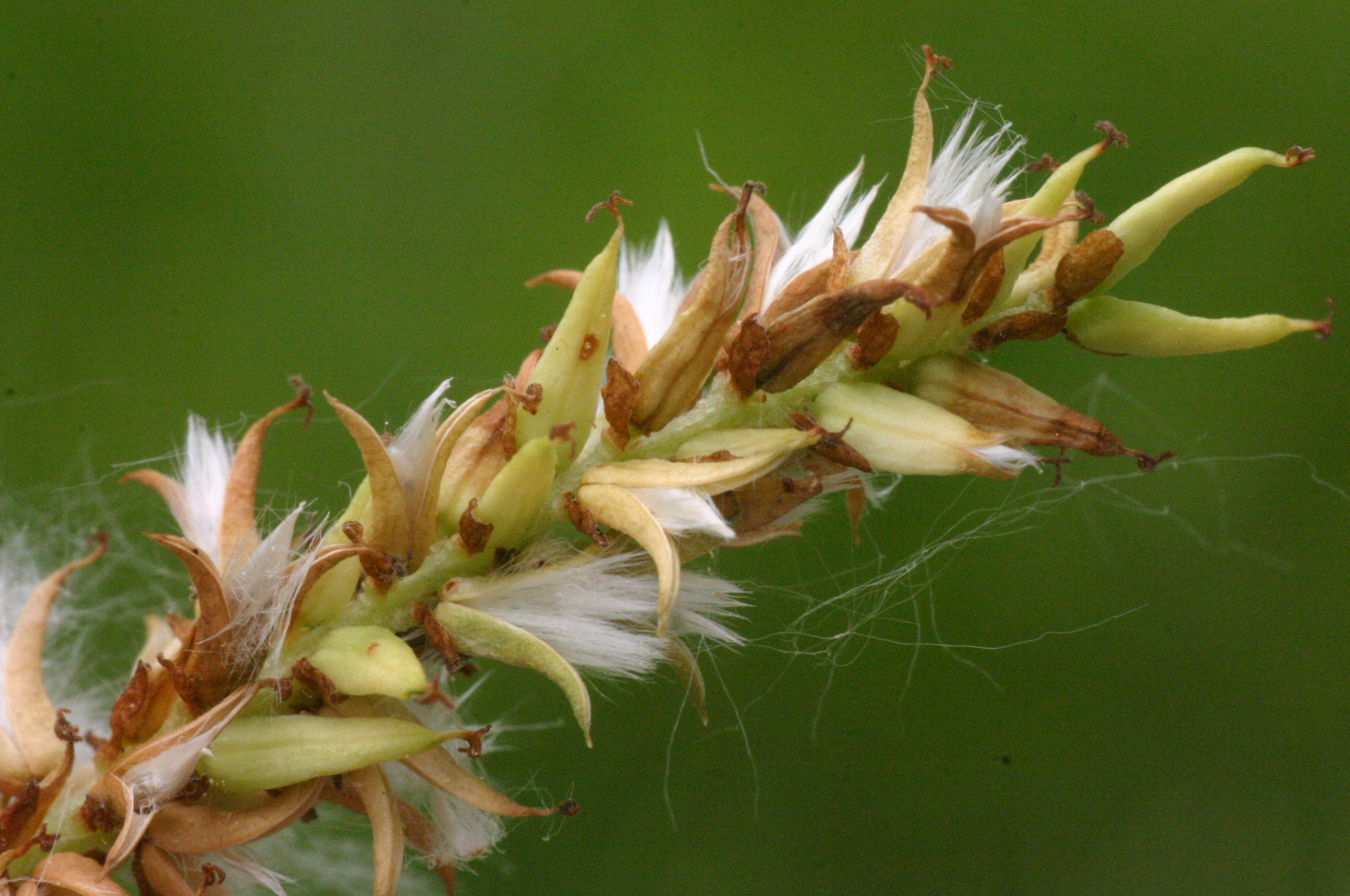
Owoce

## Biologia i ekologia
Rośnie nad górskimi potokami w Karpatach. W Tatrach sięga do regla górnego. W klasyfikacji zbiorowisk roślinnych gatunek charakterystyczny dla All.  Salicion eleagni i Ass. Salici-Myricarietum. Roślina miododajna i owadopylna, kwitnie od kwietnia do maja. Nasiona rozsiewane przez wiatr.

## Zmienność
Tworzy mieszańce z gatunkami: wierzba iwa (S. caprea), wierzba purpurowa (S. purpurea), wierzba rokita (S. rosmarinifolia), wierzba szara (S. cinerea), wierzba uszata (S. aurita), wierzba wawrzynkowa (S. daphnoides), wierzba wiciowa (S. viminalis).

## Zastosowanie
- Roślina uprawna: często uprawiana, jako roślina ozdobna, szczególnie do zadrzewień krajobrazowych.
- Jest jednym z gatunków roślin energetycznych.